# Procolophon
Procolophon is een geslacht van uitgestorven reptielen dat voorkwam in het Vroeg-Trias en toebehoorde aan de Procolophonidae. Fossielen van het geslacht zijn gevonden in de afzettingen van de Beaufort-groep in Zuid-Afrika, in Brazilië en in de buurt van de Shackleton-gletsjer in het Transantarctisch Gebergte. Talrijke soorten zijn beschreven, waarvan sommige vandaag niet meer geldig zijn. Typesoort is Procolophon trigoniceps, type specimen is BMNH R1726, bestaande uit een schedel en een driedimensionaal geconserveerd lichaamsfossiel. De typelocaliteit van de soort is Donnybrook in het Zuid-Afrikaanse Queenstown District.

## Beschrijving
Procolophon was een klein, hagedisachtig reptiel en bereikte een lengte van dertig tot veertig centimeter. Het had stompe bek, die bezet was met een groot aantal rijen enkelvoudige tanden, die aantoonden dat het een herbivoor bestaan leidde op het land. De oogkassen waren erg groot en langwerpig, de neusgaten waren bijna aan de voorkant van de snuit. De kaakadductors beginnen aan de achterkant van de oogkassen. Er waren vier tanden op het premaxillaire bot (premaxillair) en zeven tanden op het maxillaire bot (maxillair). Vijf of zes van de laatste waren zijwaarts verbreed en beitelvormig, evenals de negen tanden op elke mandibulaire tak. Procolophon leefde ofwel van planten (herbivoor) en/of op hardschalige ongewervelde dieren (durophagia). De romp was compact, de benen waren sterk en kort, de voeten breed en waarschijnlijk geschikt om te graven. De staart was kort. Het dier had zware ledematen en een verhoudingsgewijs stevige schouder- en bekkengordel, hetgeen aanduidde dat ze een trage voortbeweging hadden met hun breed uitstaande poten.

## Verwantschap
Dit geslacht was voortgekomen uit de vroege vertegenwoordigers van de tak der Anapsida, maar behield veel primitieve kenmerken in het skelet, zoals een 'derde oog' op de schedel, wat meer in overeenstemming was met de amfibische voorouders van de Anapsida.

## Vondsten
Fossielen van deze dieren werden gevonden in Zuid-Afrika